# Feiertag (Deutschland)
Als Feiertag wird im deutschen Arbeitsrecht und Personalwesen ein Wochentag bezeichnet, der als Ruhetag gilt und an dem nicht gearbeitet werden darf.

## Übersicht aller gesetzlichen Feiertage
Hier werden die gesetzlichen Feiertage in Deutschland aufgelistet. Die Liste gilt seit 1995, soweit in den Erläuterungen nicht anders angegeben. Von 1990 bis 1994 war der Buß- und Bettag in allen Bundesländern ein Feiertag. Vor dem 3. Oktober 1990 galten für den Ostteil Berlins und West-Staaken, die heutigen Länder Brandenburg, Mecklenburg-Vorpommern, Sachsen, Sachsen-Anhalt und Thüringen sowie das Amt Neuhaus die Feiertage in der DDR.
| Datum - Gesetzliche Bezeichnung                                                                        | BW       | BY       | BE            | BB        | HB        | HH        | HE       | MV        | NI        | NW       | RP       | SL       | SN        | ST        | SH        | TH        |
| --- | -------- | -------- | ------------- | --------- | --------- | --------- | -------- | --------- | --------- | -------- | -------- | -------- | --------- | --------- | --------- | --------- |
| Referenzen & Anmerkungen                                                                               | [ A 1 ]  | [ A 2 ]  | [ A 3 ]       | [ A 4 ]   | [ A 5 ]   | [ A 6 ]   | [ A 7 ]  | [ A 8 ]   | [ A 9 ]   | [ A 10 ] | [ A 11 ] | [ A 12 ] | [ A 13 ]  | [ A 14 ]  | [ A 15 ]  | [ A 16 ]  |
| 1. Januar – Neujahr(stag)                                                                              | ja       | ja       | ja            | ja        | ja        | ja        | ja       | ja        | ja        | ja       | ja       | ja       | ja        | ja        | ja        | ja        |
| 6. Januar – Heilige Drei Könige                                                                        | ja       | ja       |               |           |           |           |          |           |           |          |          |          |           | seit 1991 |           |           |
| 8. März – Internationaler Frauentag                                                                    |          |          | seit 2019     |           |           |           |          | seit 2023 |           |          |          |          |           |           |           |           |
| Gründonnerstag                                                                                         | [ A 1 ]  |          |               |           |           |           |          |           |           |          |          |          |           |           |           |           |
| Karfreitag                                                                                             | ja       | ja       | ja            | ja        | ja        | ja        | ja       | ja        | ja        | ja       | ja       | ja       | ja        | ja        | ja        | ja        |
| Ostersonntag – siehe Osterdatum                                                                        |          |          |               | ja        |           |           | ja       |           |           |          |          |          |           |           |           |           |
| Ostermontag                                                                                            | ja       | ja       | ja            | ja        | ja        | ja        | ja       | ja        | ja        | ja       | ja       | ja       | ja        | ja        | ja        | ja        |
| 1. Mai – Erster Mai, Tag der Arbeit                                                                    | ja       | ja       | ja            | ja        | ja        | ja        | ja       | ja        | ja        | ja       | ja       | ja       | ja        | ja        | ja        | ja        |
| 8. Mai – Tag der Befreiung                                                                             |          |          | nur 2020/2025 |           |           |           |          |           |           |          |          |          |           |           |           |           |
| (Christi-)Himmelfahrt(stag) – stets ein Donnerstag                                                     | ja       | ja       | ja            | ja        | ja        | ja        | ja       | ja        | ja        | ja       | ja       | ja       | ja        | ja        | ja        | ja        |
| Pfingstsonntag                                                                                         |          |          |               | ja        |           |           | ja       |           |           |          |          |          |           |           |           |           |
| Pfingstmontag                                                                                          | ja       | ja       | ja            | ja        | ja        | ja        | ja       | ja        | ja        | ja       | ja       | ja       | ja        | ja        | ja        | ja        |
| Fronleichnam(stag) – stets ein Donnerstag                                                              | ja       | ja       |               |           |           |           | ja       |           |           | ja       | ja       | ja       | [ A 13 ]  |           |           | [ A 16 ]  |
| 8. August – Friedensfest Augsburg                                                                      |          | [ A 19 ] |               |           |           |           |          |           |           |          |          |          |           |           |           |           |
| 15. August – Mariä Himmelfahrt                                                                         |          | [ A 20 ] |               |           |           |           |          |           |           |          |          | ja       |           |           |           |           |
| 20. September – Weltkindertag                                                                          |          |          |               |           |           |           |          |           |           |          |          |          |           |           |           | seit 2019 |
| 3. Oktober – Tag der Deutschen Einheit                                                                 | ja       | ja       | ja            | ja        | ja        | ja        | ja       | ja        | ja        | ja       | ja       | ja       | ja        | ja        | ja        | ja        |
| 31. Oktober – Reformationstag/-fest                                                                    | 2017     | nur 2017 | nur 2017      | seit 1991 | seit 2017 | seit 2017 | nur 2017 | seit 1990 | seit 2017 | nur 2017 | nur 2017 | nur 2017 | seit 1990 | seit 1990 | seit 2017 | seit 1990 |
| 1. November – Allerheiligen(tag)                                                                       | ja       | ja       |               |           |           |           |          |           |           | ja       | ja       | ja       |           |           |           |           |
| Buß- und Bettag – Mittwoch vor dem 23. November                                                        | bis 1994 | bis 1994 | bis 1994      | 1990−1994 | bis 1994  | bis 1994  | bis 1994 | 1990−1994 | bis 1994  | bis 1994 | bis 1994 | bis 1994 | seit 1990 | 1990−1994 | bis 1994  | 1990−1994 |
| 25. Dezember – 1. Weihnachtsfeiertag                                                                   | ja       | ja       | ja            | ja        | ja        | ja        | ja       | ja        | ja        | ja       | ja       | ja       | ja        | ja        | ja        | ja        |
| 26. Dezember – 2. Weihnachtsfeiertag                                                                   | ja       | ja       | ja            | ja        | ja        | ja        | ja       | ja        | ja        | ja       | ja       | ja       | ja        | ja        | ja        | ja        |
| Gesamtzahl Feiertage, die im Großteil des Bundeslandes gelten und nicht stets auf einen Sonntag fallen | 12       | 13       | 10            | 10        | 10        | 10        | 10       | 11        | 10        | 11       | 11       | 12       | 11        | 11        | 10        | 11        |
| davon an einem festen Datum                                                                            | 7        | 8        | 6             | 6         | 6         | 6         | 5        | 7         | 6         | 6        | 6        | 7        | 6         | 7         | 6         | 7         |
| davon an einem festen Wochentag                                                                        | 5        | 5        | 4             | 4         | 4         | 4         | 5        | 4         | 4         | 5        | 5        | 5        | 5         | 4         | 4         | 4         |
| | BW       | BY       | BE            | BB        | HB        | HH        | HE       | MV        | NI        | NW       | RP       | SL       | SN        | ST        | SH        | TH        |
| Landesweiter gesetzlicher Feiertag. Regionaler gesetzlicher Feiertag. Nur schulfrei.                   |          |          |               |           |           |           |          |           |           |          |          |          |           |           |           |           |

1. 1 2 3  Quellen BW: Gesetz über die Sonntage und Feiertage (Feiertagsgesetz – FTG). – Gemäß FTG § 4 Abs. 3 haben Schüler am Gründonnerstag und am Reformationstag schulfrei. In der Regel legt das Kultusministerium die Ferientermine so fest, dass diese beiden Tage in die Osterferien bzw. in die Herbstferien fallen.
2. ↑  Quellen BY: Gesetz über den Schutz der Sonn- und Feiertage (Feiertagsgesetz – FTG).
3. ↑  Quellen BE: Gesetz über die Sonn- und Feiertage.
4. ↑  Quellen BB: Gesetz über die Sonn- und Feiertage (Feiertagsgesetz – FTG).
5. ↑  Quellen HB: Gesetz über die Sonn-, Gedenk- und Feiertage.
6. ↑  Quellen HH: Gesetz über Sonntage, Feiertage, Gedenktage und Trauertage (Feiertagsgesetz)., Feiertagsschutzverordnung.
7. 1 2 3  Quellen HE: Hessisches Feiertagsgesetz (HFeiertagsG). – In Hessen gelten sämtliche Sonntage als Feiertage (Hess. Feiertagsgesetz §1).
8. ↑  Quellen MV: Gesetz über Sonn- und Feiertage (Feiertagsgesetz Mecklenburg-Vorpommern – FTG M-V).
9. ↑  Quellen NI: Niedersächsisches Gesetz über die Feiertage (NFeiertagsG).
10. ↑  Quellen NW: Gesetz über die Sonn- und Feiertage (Feiertagsgesetz NW).
11. ↑  Quellen RP: Landesgesetz über den Schutz der Sonn- und Feiertage (Feiertagsgesetz – LFtG).
12. ↑  Quellen SL: Gesetz über die Sonn- und Feiertage (Feiertagsgesetz – SFG).
13. 1 2  Quellen SN: Gesetz über Sonn- und Feiertage im Freistaat Sachsen (SächsSFG). – Fronleichnam ist gesetzlicher Feiertag in den in der Fronleichnamsverordnung genannten Gemeinden. In den restlichen Gemeinden Sachsens ist Fronleichnam als religiöser Feiertag durch § 3 Abs. 1 des Sächsischen Feiertagsgesetzes geschützt.
14. ↑  Quellen ST: Gesetz über die Sonn- und Feiertage (FeiertG LSA).
15. ↑  Quellen SH: Gesetz über Sonn- und Feiertage (SFTG).
16. 1 2  Quellen TH: Thüringer Feier- und Gedenktagsgesetz (ThürFGtG). – Fronleichnam ist gesetzlicher Feiertag in den gemäß § 2 Abs. 2 und § 10 Abs. 1 ThürFGtG festgelegten Gemeinden, siehe Gemeindeschlüssel zum Fronleichnamstag. In den restlichen Gemeinden Thüringens ist Fronleichnam als religiöser Feiertag durch § 3 Abs. 1 Nr. 2 des Thüringer Feier- und Gedenktagsgesetzes geschützt.
17. 1 2 3 4 5 6 7 8   

Gründonnerstag: Donnerstag vor Ostersonntag 

Karfreitag: Freitag vor Ostersonntag 

Ostersonntag siehe Osterdatum 

Ostermontag: Montag nach Ostersonntag 

Christi-Himmelfahrt: Ostersonntag + 39 Tage 

Pfingstsonntag: Ostersonntag + 49 Tage 

Pfingstmontag: Montag nach Pfingstsonntag 

Fronleichnam: Ostersonntag + 60 Tage 

In der Zählweise nach jüdisch-christlicher Tradition wird meist vom 40., 50. bzw. 61. Tag des Osterfestkreises gesprochen, dessen erster Tag der Ostersonntag ist.
18. ↑  Der 8. Mai wurde in Berlin 2020 als 75. Jahrestag der Befreiung vom Nationalsozialismus und der Beendigung des Zweiten Weltkrieges in Europa und 2025 als 80. Jahrestag der Befreiung vom Nationalsozialismus und der Beendigung des Zweiten Weltkriegs in Europa jeweils einmalig als Feiertag begangen.
19. ↑  Das Augsburger Friedensfest ist nur im Stadtgebiet Augsburg (nicht jedoch im angrenzenden Umland) gesetzlicher Feiertag (Art. 1 Abs. 2 Bayerisches Gesetz über den Schutz der Sonn- und Feiertage).
20. ↑  Mariä Himmelfahrt ist in Bayern gesetzlicher Feiertag nur in den Gemeinden mit überwiegend katholischer Bevölkerung (derzeit 1704; bis 2013: 1700, siehe Nach Zensus – Bayerische Gemeinden verlieren Feiertag), in den restlichen 352 Gemeinden (bis 2013: 356) nicht. „Überwiegend“ bezieht sich nicht auf die Gesamtbevölkerung, sondern auf den Vergleich zum evangelischen Bevölkerungsanteil. Gemäß Art. 1 Abs. 3 des Bayerischen Feiertagsgesetzes ist es Aufgabe des Bayerischen Landesamtes für Statistik, festzustellen, in welchen Gemeinden Mariä Himmelfahrt gesetzlicher Feiertag ist. Die aktuelle, seit 2014 gültige Festlegung beruht auf dem Ergebnis der letzten in der Bundesrepublik Deutschland durchgeführten Volkszählung vom 9. Mai 2011, die bis 2013 gültige Regelung auf dem Ergebnis der Volkszählung vom 25. Mai 1987. Gemäß Art. 4 Abs. 3 des Bayerischen Feiertagsgesetzes entfällt im gesamten Bundesland zu Mariä Himmelfahrt an Schulen aller Gattungen der Unterricht. Diese Festlegung gilt ausdrücklich auch in den Teilen Bayerns, in denen dieser Tag kein gesetzlicher Feiertag ist. Üblicherweise liegt der Tag jedoch ohnehin in den Schulferien. Das Bayerische Landesamt für Statistik und Datenverarbeitung stellt eine Liste und Übersichtskarte der Gemeinden, in denen Mariä Himmelfahrt ein Feiertag ist, bereit. Bayerisches Landesamt für Statistik.
21. ↑  Festlegung per Bundesgesetz, der Tag ist damit deutschlandweiter Feiertag auch ohne länderspezifische Festlegung. Alle Bundesländer außer Baden-Württemberg haben den Tag dennoch in das jeweilige Landesfeiertagsgesetz übernommen. Einigungsvertrag Art 2 – Gesetze im Internet.
22. ↑  Der 31. Oktober 2017 wurde im Gedenken an das 500. Jubiläum des Beginns der Reformation einmalig als gesamtdeutscher Feiertag begangen. Entsprechende Gesetze bzw. Verordnungen wurden von allen Bundesländern erlassen, in denen der Reformationstag nicht ohnehin Feiertag ist.
23. ↑  Der ehemals bundeseinheitlich begangene Buß- und Bettag ist seit 1995 nur noch in Sachsen ein arbeitsfreier Feiertag (dessen Kosten die Arbeitnehmer alleine tragen durch einen – im Vergleich zu anderen Ländern – höheren Anteil an den Beiträgen zur gesetzlichen Pflegeversicherung). Da er aber auch in allen anderen Ländern als wichtiger Feiertag der evangelischen Kirche gilt, steht er unter besonderem gesetzlichen Schutz; ein Arbeitgeber darf Arbeitnehmern eine für diesen Tag beantragte unbezahlte Freistellung nur in begründeten Ausnahmefällen verweigern. In Bayern ist der Tag ein gesetzlicher schulfreier Stiller Tag; für Lehrkräfte ist er der sog. Pädagogische Tag.
24. ↑  Gesamtzahl:
  - Bayern: mit Mariä Himmelfahrt, ohne Friedensfest
  - Baden-Württemberg und Bayern: ohne Sonderbestimmungen für Schüler
  - Berlin: ohne Tag der Befreiung
  - Sachsen und Thüringen: ohne Fronleichnam

## Kalendarische Daten

### Bewegliche Feiertage
Ein Feiertag wird als beweglich bezeichnet, wenn er nicht in jedem Jahr am gleichen Datum stattfindet. Bewegliche Feiertage haben fast immer einen Bezug zum Kirchenjahr. Meist hängt der Tag, auf den sie jeweils fallen, vom Osterdatum ab und hat deshalb einen fixen Tagesabstand vor oder nach dem Osterfest.
Das Datum des Buß- und Bettages ist hingegen festgelegt auf den Mittwoch vor dem Ewigkeitssonntag. Dieser ist in den evangelischen Kirchen der letzte Sonntag des Kirchenjahres, bevor am ersten Adventssonntag das neue Kirchenjahr beginnt. Rechnerisch fällt der Buß- und Bettag daher immer auf den letzten Mittwoch vor dem 23. November.
| Bezeichnung         | 2024   | 2025   | 2026   | 2027   | 2028   | 2029   | 2030   | 2031   | 2032   | 2033   | 2034   | von    | bis    | Abstand (Tage) | Tag |
| ------------------- | ------ | ------ | ------ | ------ | ------ | ------ | ------ | ------ | ------ | ------ | ------ | ------ | ------ | -------------- | --- |
| Gründonnerstag(1)   | 28.03. | 17.04. | 02.04. | 25.03. | 13.04. | 29.03. | 18.04. | 10.04. | 25.03. | 14.04. | 06.04. | 19.03. | 22.04. | −3             | Do  |
| Karfreitag          | 29.03. | 18.04. | 03.04. | 26.03. | 14.04. | 30.03. | 19.04. | 11.04. | 26.03. | 15.04. | 07.04. | 20.03. | 23.04. | −2             | Fr  |
| Ostersonntag        | 31.03. | 20.04. | 05.04. | 28.03. | 16.04. | 01.04. | 21.04. | 13.04. | 28.03. | 17.04. | 09.04. | 22.03. | 25.04. | ±0             | So  |
| Ostermontag         | 01.04. | 21.04. | 06.04. | 29.03. | 17.04. | 02.04. | 22.04. | 14.04. | 29.03. | 18.04. | 10.04. | 23.03. | 26.04. | +1             | Mo  |
| Christi Himmelfahrt | 09.05. | 29.05. | 14.05. | 06.05. | 25.05. | 10.05. | 30.05. | 22.05. | 06.05. | 26.05. | 18.05. | 30.04. | 03.06. | +39            | Do  |
| Pfingstsonntag      | 19.05. | 08.06. | 24.05. | 16.05. | 04.06. | 20.05. | 09.06. | 01.06. | 16.05. | 05.06. | 28.05. | 10.05. | 13.06. | +49            | So  |
| Pfingstmontag       | 20.05. | 09.06. | 25.05. | 17.05. | 05.06. | 21.05. | 10.06. | 02.06. | 17.05. | 06.06. | 29.05. | 11.05. | 14.06. | +50            | Mo  |
| Fronleichnam        | 30.05. | 19.06. | 04.06. | 27.05. | 15.06. | 31.05. | 20.06. | 12.06. | 27.05. | 16.06. | 08.06. | 21.05. | 24.06. | +60            | Do  |
| Buß- und Bettag(2)  | 20.11. | 19.11. | 18.11. | 17.11. | 22.11. | 21.11. | 20.11. | 19.11. | 17.11. | 16.11. | 22.11. | 16.11. | 22.11. | —              | Mi  |

(1) Gesetzlich schulfreier Tag in Baden-Württemberg
(2) Gesetzlicher Feiertag im Freistaat Sachsen, gesetzlich schulfreier Stiller Tag in Bayern

### Unbewegliche Feiertage
Der Neujahrstag am 1. Januar, der Tag der Arbeit am 1. Mai, der Tag der Deutschen Einheit am 3. Oktober und die Weihnachtsfeiertage am 25. und 26. Dezember sind Feiertage mit einem festen Datum, die bundesweit gültig sind. Mariä Himmelfahrt am 15. August und das Dreikönigsfest am 6. Januar sowie der Reformationstag und Allerheiligen am 31. Oktober und 1. November und der Frauentag sind nur in manchen Bundesländern gesetzliche Feiertage.
Unbewegliche Feiertage fallen jedes Jahr auf einen anderen Wochentag als in den wenigstens vier Jahren davor und danach. In einem Jahr, das kein Schaltjahr ist, fallen Neujahr, Heiligabend und Silvester auf denselben Wochentag, also auch der erste und der letzte Tag des Jahres. Der erste Weihnachtsfeiertag fällt immer auf denselben Wochentag wie der Tag der Arbeit. Der zweite Weihnachtsfeiertag fällt immer auf denselben Wochentag wie Mariä Himmelfahrt, der Tag der Deutschen Einheit und der Reformationstag. Der Frauentag fällt immer auf denselben Wochentag wie Allerheiligen.
Um die 14 verschiedenen Jahreskalender (ohne Beachtung des Osterdatums) zu unterscheiden, wird traditionell jedem Jahr ein sogenannter Sonntagsbuchstabe anhand des ersten Sonntags im Jahr zugewiesen: A, wenn dieser auf den 1. Januar fällt, bis G, wenn er auf den 7. Januar fällt. Schaltjahren wird der vorhergehende Buchstabe angefügt, dieser ist der Sonntagsbuchstabe ab März, also für alle Termine nach dem Schalttag: AG, BA usw. In jedem Schaltjahr gibt es mindestens einen, in jedem Normaljahr mindestens zwei Wochentage, auf die kein fester Feiertag fällt.
| Typ | 1       | 0                 | 2               | 2−3                                | 0−1                      | 0−1     | 0      | Anzahl der gesetzlichen Feiertage in den einzelnen Bundesländern | Anzahl der gesetzlichen Feiertage in den einzelnen Bundesländern | Anzahl der gesetzlichen Feiertage in den einzelnen Bundesländern | Anzahl der gesetzlichen Feiertage in den einzelnen Bundesländern | Anzahl der gesetzlichen Feiertage in den einzelnen Bundesländern | Anzahl der gesetzlichen Feiertage in den einzelnen Bundesländern |
| Typ | 1. Jan. | 24. Dez. 31. Dez. | 1. Mai 25. Dez. | 15. Aug. 3. Okt. 31. Okt. 26. Dez. | 8. März 20. Sep. 1. Nov. | 6. Jan. | kein   | mind. frei                                                       | höchst. frei                                                     | Beispieljahre                                                    | Anteil (%)                                                       | Anteil (%)                                                       | Anteil (%)                                                       |
| A   | So      | So                | Mo              | Di                                 | Mi                       | Fr      | Do, Sa | 4                                                                | 7                                                                | 2017, 2023, 2034                                                 | 10¾                                                              | 14                                                               | 14½                                                              |
| BA  | Sa      | So                | Mo              | Di                                 | Mi                       | Do      | Fr     | 4                                                                | 7                                                                | 2028                                                             | 03¼                                                              | 14                                                               | 14                                                               |
| B   | Sa      | Sa                | So              | Mo                                 | Di                       | Do      | Mi, Fr | 2                                                                | 5                                                                | 2022, 2033, 2039                                                 | 10¾                                                              | 14½                                                              | 14                                                               |
| CB  | Fr      | Sa                | So              | Mo                                 | Di                       | Mi      | Do     | 3                                                                | 6                                                                | 2016                                                             | 03¾                                                              | 14½                                                              | 14½                                                              |
| C   | Fr      | Fr                | Sa              | So                                 | Mo                       | Mi      | Di, Do | 1                                                                | 3                                                                | 2021, 2027, 2038                                                 | 10¾                                                              | 14                                                               | 14½                                                              |
| DC  | Do      | Fr                | Sa              | So                                 | Mo                       | Di      | Mi     | 1                                                                | 3                                                                | 2032                                                             | 03¼                                                              | 14                                                               | 14¼                                                              |
| D   | Do      | Do                | Fr              | Sa                                 | So                       | Di      | Mo, Mi | 3                                                                | 4                                                                | 2026, 2037, 2043                                                 | 11                                                               | 14½                                                              | 14¼                                                              |
| ED  | Mi      | Do                | Fr              | Sa                                 | So                       | Mo      | Di     | 3                                                                | 4                                                                | 2020                                                             | 03½                                                              | 14½                                                              | 14¼                                                              |
| E   | Mi      | Mi                | Do              | Fr                                 | Sa                       | Mo      | So, Di | 5                                                                | 7                                                                | 2025, 2031, 2042                                                 | 10¾                                                              | 14¼                                                              | 14¼                                                              |
| FE  | Di      | Mi                | Do              | Fr                                 | Sa                       | So      | Mo     | 5                                                                | 6                                                                | 2036                                                             | 03½                                                              | 14¼                                                              | 14½                                                              |
| F   | Di      | Di                | Mi              | Do                                 | Fr                       | So      | Sa, Mo | 5                                                                | 7                                                                | 2019, 2030, 2041                                                 | 11                                                               | 14¼                                                              | 14½                                                              |
| GF  | Mo      | Di                | Mi              | Do                                 | Fr                       | Sa      | So     | 5                                                                | 7                                                                | 2024                                                             | 03¼                                                              | 14¼                                                              | 14                                                               |
| G   | Mo      | Mo                | Di              | Mi                                 | Do                       | Sa      | Fr, So | 5                                                                | 7                                                                | 2018, 2029, 2035                                                 | 10¾                                                              | 14½                                                              | 14                                                               |
| AG  | So      | Mo                | Di              | Mi                                 | Do                       | Fr      | Sa     | 4                                                                | 7                                                                | 2040                                                             | 03¾                                                              | 14½                                                              | s. o.                                                            |

Im 400-Jahreszyklus des Gregorianischen Kalenders kommen die 14 möglichen Jahreskalender nicht gleich häufig vor, aber jeder Feiertag mit festem Tag des Monats fällt 56‑, 57‑ oder 58‑mal auf jeden Wochentag. Das entspricht einer Häufigkeit von 14, 14¼ bzw. 14½ Prozent bei einem Durchschnitt von etwa 14,286 Prozent.

### Kalenderwoche
In Deutschland wird zur Bestimmung der Kalenderwoche üblicherweise die Norm DIN ISO 8601 verwendet. Der erste Wochentag ist danach der Montag, während es nach christlicher Tradition der Sonntag ist. Damit ist der traditionell mit Mittwoch bezeichnete Wochentag nicht mehr der mittlere Tag der Woche, der ihm ursprünglich den Namen verschaffte; allenfalls in einer mit Montag bis Freitag angesetzten Arbeitswoche liegt der Mittwoch noch in der Mitte.
Die erste Woche eines Jahres in der Wochenzählung ist diejenige, die den 4. Januar enthält oder – gleichbedeutend – den ersten Donnerstag im Januar. Anders formuliert, zählt die Woche, die den Jahreswechsel enthält, zu dem Jahr, in das mehr (also mindestens 4) Tage fallen. Damit können maximal die ersten drei Tage eines Jahres noch zur letzten Woche des Vorjahres gehören, wie umgekehrt maximal die letzten 3 Tage des Vorjahres schon zur 1. Woche des neuen Jahres zählen können. Naturgemäß fallen Wochen- und Jahresgrenze nur in einem Siebtel der Fälle zusammen.
Aus dieser Tatsache ergibt sich ein scheinbar unregelmäßiges Schema, nach dem manche Jahre 53 statt der üblichen 52 Kalenderwochen besitzen. Die datumsfesten Feiertage sowie Buß- und Bettag fallen je in eine von zwei Kalenderwochen, nur dass die letzte Woche des Jahres, in der Silvester oder Neujahr liegen können, manchmal KW 52 und manchmal KW 53 ist.
| Feiertag                      | Datum    | Mo         | Di   | Mi         | Do   | Fr         | Sa         | So         |
| ----------------------------- | -------- | ---------- | ---- | ---------- | ---- | ---------- | ---------- | ---------- |
| Neujahr                       | 01.01.   | KW01       | KW01 | KW01       | KW01 | KW53       | KW52, KW53 | KW52       |
| Heilige Drei Könige           | 06.01.   | KW02       | KW02 | KW01       | KW01 | KW01       | KW01       | KW01       |
| Internationaler Frauentag     | 08.03.   | KW10, KW11 | KW10 | KW10       | KW10 | KW10       | KW10       | KW10       |
| Tag der Arbeit                | 01.05.   | KW18       | KW18 | KW18       | KW18 | KW18       | KW17, KW18 | KW17       |
| Augsburger Hohes Friedensfest | 08.08.   | KW32       | KW32 | KW32       | KW32 | KW32       | KW32       | KW31, KW32 |
| Mariä Himmelfahrt             | 15.08.   | KW33       | KW33 | KW33       | KW33 | KW33       | KW33       | KW32, KW33 |
| Weltkindertag                 | 20.09.   | KW38, KW39 | KW38 | KW38       | KW38 | KW38       | KW38       | KW38       |
| Tag der Deutschen Einheit     | 03.10.   | KW40       | KW40 | KW40       | KW40 | KW40       | KW40       | KW39, KW40 |
| Reformationstag               | 31.10.   | KW44       | KW44 | KW44       | KW44 | KW44       | KW44       | KW43, KW44 |
| Allerheiligen                 | 01.11.   | KW44, KW45 | KW44 | KW44       | KW44 | KW44       | KW44       | KW44       |
| Buß- und Bettag               | ≺ 23.11. | —          | —    | KW46, KW47 | —    | —          | —          | —          |
| Heiligabend                   | 24.12.   | KW52       | KW52 | KW52       | KW52 | KW51, KW52 | KW51       | KW51       |
| 1. Weihnachtstag              | 25.12.   | KW52       | KW52 | KW52       | KW52 | KW52       | KW51, KW52 | KW51       |
| 2. Weihnachtstag              | 26.12.   | KW52       | KW52 | KW52       | KW52 | KW52       | KW52       | KW51, KW52 |
| Silvester                     | 31.12.   | KW01       | KW01 | KW01       | KW53 | KW52, KW53 | KW52       | KW52       |

Die beweglichen, vom Osterdatum abhängigen kirchlichen Feiertage variieren über einen Zeitraum von 5 Kalenderwochen. Sehr selten fallen sie auch in eine anschließende 6. Woche.
| Datum                      | relativ                    | früh       | mittelfrüh    | mittel     | mittelspät | spät       | sehr spät |
| -------------------------- | -------------------------- | ---------- | ------------- | ---------- | ---------- | ---------- | --------- |
| Karneval                   | −8                         | KW05       | KW06          | KW07       | KW08       | KW09       | KW10      |
| Karwoche                   | −1                         | KW12       | KW13          | KW14       | KW15       | KW16       | KW17      |
| Ostersonntag (Gemeinjahre) | Ostersonntag (Gemeinjahre) | 22.–28.03. | 29.03.–04.04. | 05.–11.04. | 12.–18.04. | 19.–25.04. | nie       |
| Ostersonntag (Schaltjahre) | Ostersonntag (Schaltjahre) | 22.–27.03. | 28.03.–03.04. | 04.–10.04. | 11.–17.04. | 18.–24.04. | 25.04.    |
| Osterwoche                 | ±0                         | KW13       | KW14          | KW15       | KW16       | KW17       | KW18      |
| Himmelfahrt                | +5                         | KW18       | KW19          | KW20       | KW21       | KW22       | KW23      |
| Pfingstsonntag             | +6                         | KW19       | KW20          | KW21       | KW22       | KW23       | KW24      |
| Pfingstmontag              | +7                         | KW20       | KW21          | KW22       | KW23       | KW24       | KW25      |
| Fronleichnam               | +8                         | KW21       | KW22          | KW23       | KW24       | KW25       | KW26      |
| Häufigkeit                 |                            | 12,1 %     | 23,5 %        | 23,2 %     | 23,3 %     | 17,6 %     | 0,3 %     |

Nur in den Kalenderwochen KW 03–04, KW 11 und KW 27–31 liegen nie überregionale Brauchtums- oder Feiertage. Allerdings hat es die „sehr späten“ Termine seit der Gregorianischen Kalenderreform 1583 noch nicht gegeben und sie werden nach derzeitigem Stand auch im 3. Jahrtausend nicht auftreten. Erst im Jahre 3784 würde bei Fortgeltung des Gregorianischen Kalenders dieser Fall erstmals eintreten; also sind auch KW 10 und KW 26 de facto frei von Festtagen.
Am Sonntag der 31. Woche kann das Augsburger Friedensfest liegen. In den Zeitraum KW 48–50 fallen lediglich die Adventssonntage.

## Rechtliche Bedeutung

### Beschäftigte
Feiertage sind für Arbeitnehmer grundsätzlich arbeitsfrei, was sich aus § 9 Arbeitszeitgesetz ergibt. Ihnen ist nach § 2 Entgeltfortzahlungsgesetz eine Feiertagsvergütung zu zahlen. Es kann bestimmt werden, dass die durch den Feiertag ausgefallene Arbeit vor- oder nachzuholen ist, jedoch darf dies nicht unentgeltlich gefordert werden. Für Beamte folgt die Arbeitsbefreiung aus § 3 Abs. 3 Arbeitszeitverordnung des Bundes und vergleichbaren Landesregelungen. Etwaige Feiertagszuschläge sind im Rahmen von § 3b Einkommensteuergesetz steuerfrei.
Bei Beschäftigten, die in einem anderen Bundesland arbeiten als dem, in dem ihr Wohnsitz liegt, gilt das Feiertagsrecht des Landes, in dem an dem konkreten Tag gearbeitet werden soll. Auf den Sitz des Arbeitgebers kommt es nicht an. Die Geltung des Feiertagsrechts kann nicht durch Vereinbarungen abbedungen werden.
Schichtarbeiter im öffentlichen Dienst müssen mangels einer Regelung im Tarifvertrag an Feiertagen, an denen sie frei haben wollen, für diese Tage Urlaubstage in Anspruch nehmen.

### Verkaufsstellen
Verkaufsstellen müssen an Feiertagen grundsätzlich geschlossen sein. Dies ist durch die Ladenöffnungsgesetze geregelt. Es gibt Ausnahmeregelungen, z. B. für Apotheken, Reparaturwerkstätten, Ersatzteillager oder Tankstellen. Werkstätten dürfen jedoch nur Reparaturen verrichten, welche zur Weiterfahrt notwendig sind.

### Straßenverkehr
Grundsätzlich dürfen Lastkraftwagen an Feiertagen nicht verkehren (§ 30 Abs. 3 StVO) und in bestimmten Bereichen geschlossener Ortschaften nicht parken (§ 12 Abs. 3a StVO). Dies kann bei nicht bundeseinheitlichen Feiertagen für den bundeslandübergreifenden Fernverkehr problematisch sein. An Mariä Himmelfahrt und am Buß- und Bettag sind in der § 30 Abs. 4 StVO keine Fahrverbote vorgesehen. Ebenso werden die in den Jahren 2017, 2019 und 2023 in einigen Ländern neu eingeführten Feiertage nicht ausdrücklich aufgeführt.

### Gaststätten und Veranstaltungsbetriebe
An Feiertagen, die gleichzeitig als Stiller Tag gelten (siehe unten), zum Beispiel Karfreitag, können musikalische Darbietungen, Sportveranstaltungen und andere über einen regulären Schankbetrieb hinausgehende Programme untersagt sein. Die betreffenden Tage, der Umfang des Verbotes und mögliche Ordnungsstrafen werden dabei von den Bundesländern festgelegt.

## Regionale Besonderheiten
Abgesehen von den bereits genannten regionalen Unterschieden bei der Feiertagsregelung gibt es folgende regionale Besonderheiten:

### Stille Tage
Neben den Feiertagen schreiben die Feiertagsgesetze der einzelnen Länder stille Tage vor (in einigen Ländern auch als „stille Feiertage“ bezeichnet), an denen besondere Einschränkungen gelten, die jedoch von Bundesland zu Bundesland unterschiedlich sind. Der Hintergrund sind Regelungen, die noch aus der Weimarer Republik stammen. Am bekanntesten ist wohl das Tanzverbot am Karfreitag. Auch erhalten Filmproduktionen nach der offiziellen Erklärung der FSK bezüglich des § 29 keine Feiertagsfreigaben, deren „Charakter diese[n] [stillen] Feiertage[n] so sehr widerspricht, dass eine Verletzung des religiösen und sittlichen Empfindens zu befürchten ist“. In Sachsen und Bayern fallen auch einige kirchliche Hochfeste, die nicht gesetzlich arbeitsfrei sind (zum Beispiel Gründonnerstag oder Karsamstag), unter den Schutz der stillen Tage. So ist der außer in Sachsen 1995 überall als Feiertag abgeschaffte Buß- und Bettag geschützt; auch dem Volkstrauertag als staatlich angeordnetem Gedenktag kommt in allen Ländern eine über den regulären Sonntagsschutz hinausgehende Bedeutung zu. Manchmal ist nur die Zeit des Hauptgottesdienstes geschützt, manchmal der ganze Tag und manchmal nur der Nachmittag und der Abend. Genaueres muss im Einzelfall den Feiertagsgesetzen der Länder entnommen werden. Die grundsätzlich einem Schutz unterliegenden stillen Tage sind nach Ländern verschieden und können umfassen:
- Heiliger Abend (24. Dezember)
- Aschermittwoch (46 Tage vor Ostersonntag)
- Karwoche ab Palmsonntag (7 Tage vor Ostersonntag)[10]
- Gründonnerstag (3 Tage vor Ostersonntag)
- Karfreitag (2 Tage vor Ostersonntag)
- Karsamstag (1 Tag vor Ostersonntag)
- Ostersonntag
- Pfingstsonntag (7 Wochen nach Ostersonntag)
- Allerheiligen (1. November)
- Allerseelen (2. November)
- Volkstrauertag (2 Wochen vor dem 1. Adventssonntag)
- Buß- und Bettag (Mittwoch vor dem 23. November)
- Totensonntag (auch: Ewigkeitssonntag, 1 Woche vor dem 1. Adventssonntag)

Das Verbot kann auch „alle nicht-öffentlichen unterhaltenden Veranstaltungen außerhalb von Wohnungen“ umfassen. So wurde einem Wirt in Köln untersagt, seine Räumlichkeiten für eine muslimische Beschneidungsfeier zu vermieten. Die Richter wiesen darauf hin, dass Beschneidungsfeiern im islamischen Kulturkreis nicht an einen Kalendertag gebunden seien und deshalb nicht gerade am Karfreitag stattfinden müssten.
Am 27. November 2016 erklärte das Bundesverfassungsgericht eine Regelung des Bayerischen Gesetzes über den Schutz der Sonn- und Feiertage (FTG) für verfassungswidrig, nach der eine Befreiung von den für den Karfreitag geltenden Handlungsverboten selbst aus wichtigen Gründen von vornherein ausgeschlossen war. Für Fallgestaltungen, in denen eine dem gesetzlichen Stilleschutz zuwiderlaufende Veranstaltung ihrerseits in den Schutzbereich der Glaubens- und Bekenntnisfreiheit (Art. 4 Abs. 1 und 2 GG) oder der Versammlungsfreiheit (Art. 8 Abs. 1 GG) falle, müsse der Gesetzgeber die Möglichkeit einer Ausnahme von stilleschützenden Unterlassungspflichten vorsehen. Die Klage hatte der Bund für Geistesfreiheit angestrengt.
Stefan Linz, Geschäftsführer der Freiwilligen Selbstkontrolle der Filmwirtschaft, erklärte auf heise online dazu: „Aus heutiger Sicht ist es nicht mehr nachvollziehbar“, dass es Feiertagsfilme gibt. Die Initiative Religionsfrei im Revier, die eine konsequente Trennung von Staat und Kirche fordert, sagt zur Praxis von Feiertagsfilmen: „Für religionsfreie Menschen ist das eine Provokation“
| Bezeichnung     | 2024   | 2025   | 2026   | 2027   | 2028   | 2029   | 2030   | 2031   | 2032   | 2033   | 2034   | von    | bis    | Abstand (Tage) | Tag |
| --------------- | ------ | ------ | ------ | ------ | ------ | ------ | ------ | ------ | ------ | ------ | ------ | ------ | ------ | -------------- | --- |
| Aschermittwoch  | 14.02. | 05.03. | 18.02. | 10.02. | 01.03. | 14.02. | 06.03. | 26.02. | 11.02. | 02.03. | 22.02. | 04.02. | 10.03. | −46            | Mi  |
| Gründonnerstag  | 28.03. | 17.04. | 02.04. | 25.03. | 13.04. | 29.03. | 18.04. | 10.04. | 25.03. | 14.04. | 06.04. | 19.03. | 22.04. | −3             | Do  |
| Karfreitag      | 29.03. | 18.04. | 03.04. | 26.03. | 14.04. | 30.03. | 19.04. | 11.04. | 26.03. | 15.04. | 07.04. | 20.03. | 23.04. | −2             | Fr  |
| Karsamstag      | 30.03. | 19.04. | 04.04. | 27.03. | 15.04. | 31.03. | 20.04. | 12.04. | 27.03. | 16.04. | 08.04. | 21.03. | 24.04. | −1             | Sa  |
| Volkstrauertag  | 17.11. | 16.11. | 15.11. | 14.11. | 19.11. | 18.11. | 17.11. | 16.11. | 14.11. | 13.11. | 19.11. | 13.11. | 19.11. | —              | So  |
| Buß- und Bettag | 20.11. | 19.11. | 18.11. | 17.11. | 22.11. | 21.11. | 20.11. | 19.11. | 17.11. | 16.11. | 22.11. | 16.11. | 22.11. | —              | Mi  |
| Totensonntag    | 24.11. | 23.11. | 22.11. | 21.11. | 26.11. | 25.11. | 24.11. | 23.11. | 21.11. | 20.11. | 26.11. | 20.11. | 26.11. | —              | So  |

### Andere regional begrenzte Festtage
An einer Reihe von Tagen finden in bestimmten Regionen festliche Ereignisse statt, zu denen eventuell die Arbeit ruht oder eingeschränkt ist. In vielen Fällen sind Geschäfte allenfalls halbtags geöffnet. Da es sich dabei aber nicht um vom Gesetzgeber festgelegte Feiertage handelt, spricht man in diesem Fall auch von „unechten Feiertagen“ oder „Brauchtumstagen“. Beispiele für solche Tage sind:
Karneval, Fasching
Weiberfastnacht, Schmotziger Donnerstag, Fettdonnerstag (52 Tage vor Ostersonntag)
Rosenmontag (48 Tage vor Ostersonntag)
Veilchendienstag, Fastnacht (47 Tage vor Ostersonntag)
„Elfter im Elften“ (11. November)
Volksfeste
Frankfurter Wäldchestag (51 Tage nach dem Ostersonntag, also am Dienstag nach Pfingsten)
Dieser Tag wurde unabhängig von der Region in vielen Industriebetrieben (z. B. bei Siemens) bis in die 1970er-Jahre als Firmenfeiertag begangen.
Maimarktdienstag in Mannheim (10 Tage nach dem letzten Samstag im April)
Ulmer Schwörmontag (vorletzter Montag im Juli)
Volksfestmontag in Crailsheim (vorletzter Montag im September)
Neusser Schützenfestmontag (Montag nach dem letzten Augustwochenende)
„Halbe Feiertage“ (praktisch bundesweit)
Heiliger Abend (24. Dezember), oft auch Stiller Tag
Silvester (31. Dezember)

### Hohe Feiertage
In einigen Nordseehäfen werden die sogenannten „hohen Feiertage“ begangen, dies sind Neujahr, Ostersonntag, Maifeiertag, Pfingstsonntag sowie Weihnachten. An Tagen vor diesen Feiertagen (Vorfeiertag) wird bereits um 12 Uhr die Arbeit eingestellt (Hafenruhe). An diesen „hohen Feiertagen“ herrscht im Gegensatz zu Sonntagen und einfachen Feiertagen generelles Arbeitsverbot.

## Zusammenfallen zweier Feiertage
In Deutschland liegen die Feiertage so, dass normalerweise nicht zwei auf denselben Tag fallen können (Sonntage ausgenommen). Die einzige mögliche Ausnahme geht mit einem ungewöhnlich frühen Osterdatum einher und tritt in Jahren ein, in denen der Ostersonntag auf den 23. März fällt: Christi Himmelfahrt wird dann gleichzeitig mit dem unbeweglichen Tag der Arbeit am 1. Mai begangen. Dieser seltene Fall tritt in unregelmäßigen Abständen etwa einmal pro Jahrhundert ein. Im 21. Jahrhundert fiel Christi Himmelfahrt das einzige Mal im Jahr 2008 auf den 1. Mai. Das nächste Mal wird dies erst wieder im Jahr 2160 vorkommen. Davor fiel Christi Himmelfahrt zuletzt 1913 auf den 1. Mai, der aber in Deutschland erst seit 1933 ein Feiertag ist.
In der Bundesrepublik war der 17. Juni von 1954 bis 1990 als Tag der deutschen Einheit ein bundesweiter Feiertag. Er fiel in diesem Zeitraum dreimal mit dem (auch damals nicht bundeseinheitlichen) Feiertag Fronleichnam zusammen (1954, 1965 und 1976).
Obendrein können in einem Jahr bis zu sechs Feiertage auf ein Wochenende fallen, davon vier auf einen Sonntag und zwei auf einen Samstag. Allerdings sind davon (mit Ausnahme Augsburgs) je höchstens fünf Feiertage in einem Bundesland betroffen, da nirgends sowohl Mariä Himmelfahrt als auch der Reformationstag Feiertage sind. Anders als in manchen anderen Ländern wird ein gesetzlicher Feiertag in Deutschland nicht verschoben, wenn er auf einen Sonntag fällt.
Anders als in Ländern, in denen das Zusammenfallen von Feiertagen z. B. aufgrund der Vermischung des islamischen und des Gregorianischen Kalenders nicht ungewöhnlich ist, hat der deutsche Gesetzgeber für diesen Ausnahmefall keine Ersatzregelungen vorgesehen. In den Feiertagsgesetzen einiger deutscher Länder findet sich sinngemäß die Formulierung: „An den gesetzlichen Feiertagen mit Ausnahme des 1. Mai und 3. Oktober sind verboten: […]“. Dies bereitet insbesondere bei der Beurteilung der Gültigkeit des Tanzverbotes und des Verbotes öffentlich bemerkbarer Aktivitäten und Veranstaltungen Schwierigkeiten, denn am Himmelfahrtstag sind öffentliche Versammlungen und Unterhaltungsveranstaltungen in der Regel nicht oder nur eingeschränkt gestattet, während sie für den Tag der Arbeit charakteristisch und auch ausdrücklich erlaubt sind.

## Geschichte
Zu Zeiten der Sechs-Tage-Woche war klar, dass Arbeitstage gleich Werktage waren. Auslegungsschwierigkeiten traten erst aber auf, als es den Gewerkschaften gelang, die Arbeitszeit zu verkürzen und durch Tarifverträge ab 1955 die Fünf-Tage-Woche zu verwirklichen („Samstags gehört Vati mir“). Jetzt waren aber Arbeitstage nicht mehr gleich Werktage, und es begannen Auslegungsschwierigkeiten, die erst durch ein Urteil des Bundesarbeitsgerichts (BAG) im Mai 1971 ausgeräumt werden konnten. „Werktag bzw. Arbeitstag waren und sind für den Gesetzgeber das Mittel, die von ihm gewünschte Dauer des Urlaubs in bestimmtem Umfang festzulegen; in diesem Sinne sind beide Begriffe sozusagen das ‚technische Instrument‘ der Bestimmung einer einheitlichen zeitlichen Größe, nämlich der gewünschten Urlaubsdauer.“
Bis zum Erlass der Verordnung über die durchgängige Fünf-Tage-Woche und die Verkürzung der wöchentlichen Arbeitszeit bei gleichzeitiger Neuregelung der Arbeitszeit in einigen Wochen mit Feiertagen vom 3. Mai 1967 gab es auch in der DDR keinen Zweifel über den Begriff Werktag, wozu mit Ausnahme der Sonn- und Feiertage alle Kalendertage zählten.

## Rechtsfragen
Ziel des Arbeitszeitgesetzes (ArbZG) ist es unter anderem, den Sonntag und die staatlich anerkannten Feiertage als Tage der Arbeitsruhe und der seelischen Erhebung der Arbeitnehmer zu schützen (§ 1 Nr. 2 ArbZG). Es spricht in § 9 Abs. 1 ArbZG ein Beschäftigungsverbot aus: „Arbeitnehmer dürfen an Sonn- und gesetzlichen Feiertagen von 0 bis 24 Uhr nicht beschäftigt werden“. Allerdings sehen die §§ 10 ff. ArbZG zahlreiche Ausnahmen (für Polizei, Rettungsdienste usw.) vor. An gesetzlichen Feiertagen, die auf einen Sonntag fallen, ist Arbeitnehmern das Arbeitsentgelt zu entrichten, das er ohne den Arbeitsausfall erhalten hätte (§ 2 Abs. 1 Entgeltfortzahlungsgesetz). Fällt ein gesetzlicher Feiertag in den Erholungsurlaub, so gilt er nicht als Urlaubstag (§ 3 Abs. 2 Bundesurlaubsgesetz).
Ist an einem bestimmten Tag oder innerhalb einer Frist eine Willenserklärung abzugeben oder eine Leistung (insbesondere Lieferung, Zahlung) zu bewirken und fällt der bestimmte Tag oder der letzte Tag der Frist auf einen Sonntag, einen am Erklärungs- oder Leistungsort staatlich anerkannten allgemeinen Feiertag oder einen Sonnabend, so tritt an die Stelle eines solchen Tages der nächste Werktag (§ 193 BGB).
Die Regelungen zu den gesetzlichen Feiertagen in Deutschland fallen grundsätzlich in die Kompetenz der einzelnen Bundesländer. Lediglich der Tag der Deutschen Einheit als Nationalfeiertag am 3. Oktober wurde im Rahmen des Einigungsvertrags durch den Bund festgelegt. Alle anderen Feiertage werden von den Ländern bestimmt. Es gibt acht weitere Feiertage, die in allen 16 Bundesländern gelten. Neben diesen neun bundeseinheitlichen Feiertagen haben sämtliche Bundesländer weitere Feiertage festgelegt.
Zusammen mit allen Sonntagen sind die Feiertage als „Tage der Arbeitsruhe und der seelischen Erhebung“ verfassungsmäßig (Art. 139 WRV i. V. m. Art. 140 GG) garantiert. Dieser Grundsatz ist außerdem auch in einigen Landesverfassungen festgeschrieben.

### Feiertagsregelungen bei einer 4-Tage-Arbeitswoche
Wenn die  4 Arbeitswochentage vertraglich festgeschrieben sind (z. B. Montag bis Donnerstag), kann der Arbeitgeber den Arbeitnehmer nicht dazu auffordern, einen Feiertag, der in diese Tage fällt, an seinem arbeitsfreien Tag nachzuholen. Allerdings wird auch ein Feiertag, der auf den arbeitsfreien Tag des Arbeitnehmers fällt, nicht ausgeglichen und nicht bezahlt. Das heißt, z. B. für einen Arbeitnehmer, der freitags immer arbeitsfrei hat, ist der Karfreitag ein verlorener Feiertag, aber wegen des Ostermontags muss er in der Folgewoche nur 3 statt 4 Tage arbeiten.

## Kritik

### Erosion der Legitimation christlicher Feiertage
Der Großteil der Feiertage in Deutschland ist christlichen Ursprungs, jedoch gehören mittlerweile 54 % der Bevölkerung keiner Konfession mehr an. Forderungen nach einer Reform der deutschen Feiertagsgesetze, etwa Hans-Christian Ströbeles Vorschlag zur Einrichtung eines muslimischen Feiertages, stoßen kaum auf Interesse. Für mehr Pluralismus spricht sich zudem das Süddeutsche Zeitung Magazin aus, die in Bayern erscheint, einem Landesteil mit vielen Feiertagen; hier wird für „schwimmende Feiertage“ plädiert. Die Hochschulinitiative „Die Laizisten“ forderte die Abschaffung aller religiösen Feiertage, um die weltanschauliche Neutralität des Staates zu sichern. Um das Ungleichgewicht der Anzahl der Feiertage zwischen norddeutschen und süddeutschen Ländern auszugleichen, wurde im Norden der Reformationstag als weiterer religiöser (evangelischer) Feiertag eingeführt.

### Unterschiedliche Behandlung von Schülern und ihren Eltern
Feiertagsregelungen, die für Schulkinder, nicht aber gleichermaßen für deren berufstätige Eltern einen freien Tag bedeuten, können für die Eltern zu einem Problem für die Kinderbetreuung werden. Dies betrifft derzeit den Buß- und Bettag in Bayern (in anderen Bundesländern ist das Problem von beweglichen Ferientagen bekannt). Dieselbe Situation ergibt sich, wenn der Arbeitsplatz der Eltern in einem anderen Land als ihr Wohnort liegt und wenn der betreffende Tag am Arbeitsort als Werktag gilt, im Schulort der Kinder jedoch als Feiertag.

### Negative Folgen landesspezifischer Feiertagsregelungen
Wenn Lkws sich der Grenze zu einem der Bundesländer in Deutschland nähern, in denen der betreffende Tag ein gesetzlicher Feiertag ist, müssen sie, sofern das möglich ist, das betreffende Land umfahren oder eine Zwangspause einlegen. Eine derartige Zwangspause verursacht hohe Kosten und führt zu einer Überfüllung von Parkplätzen an Autobahnen vor der Landesgrenze.

## Ehemalige Feiertage
- Der Josefstag am 19. März war in Baden[24] und Bayern ein gesetzlicher Feiertag, der 1954[25] bzw. 1969 abgeschafft wurde.
- Ebenfalls bis 1969 war in Bayern der 8. Dezember (Mariä Empfängnis) Feiertag.
- Von 1954 bis 1990 wurde in der Bundesrepublik Deutschland am 17. Juni zum Gedenken an den Aufstand des 17. Juni 1953 der Tag der deutschen Einheit begangen. Der 17. Juni gilt weiterhin als nationaler Gedenktag. In Berlin wird der 17. Juni 2028 als 75. Jahrestag des Aufstandes vom 17. Juni 1953 einmalig als Feiertag begangen.[26]
- In der DDR wurde von 1950 bis 1989 am 7. Oktober der Tag der Republik begangen. Außerdem wurde das Ende des Zweiten Weltkrieges bis 1967 und einmalig 1985 jeweils am 8. Mai als Tag der Befreiung sowie am 9. Mai 1975 als Tag des Sieges gefeiert.
- Im wiedervereinigten Berlin wurde der 8. Mai zweimal zum Feiertag erklärt: 2020 als 75., 2025 als 80. Jahrestag der Befreiung vom Nationalsozialismus und der Beendigung des Zweiten Weltkriegs in Europa.[27][26]
- Der Buß- und Bettag wurde in Deutschland mit Ausnahme von Sachsen 1995 zu Gunsten der Pflegeversicherung als gesetzlicher Feiertag abgeschafft.
- Im Jahr 2017, dem 500. Jahrestag des Beginns der Reformation, war der Reformationstag am 31. Oktober einmalig ein gesamtdeutscher gesetzlicher Feiertag, auch in denjenigen Bundesländern, in denen er normalerweise kein Feiertag ist.[28]